# Architomia
Architomia – rodzaj rozmnażania bezpłciowego przez podział poprzeczny i regenerację brakujących części ciała przed oddzieleniem się nowych okazów od organizmu macierzystego.
Ten sposób rozmnażania spotykany jest u niektórych ukwiałów (Actiniaria), niektórych sikwiaków (Sipuncula) i u wielu pierścienic (Annelida).